# Heinrich-Wolfgang Leopoldt
Heinrich-Wolfgang Leopoldt (22 août 1927 - 28 juillet 2011) est un mathématicien allemand qui a travaillé en théorie algébrique des nombres.

## Biographie
Léopoldt obtient son doctorat en 1954 à l'université de Hambourg sous la direction de Helmut Hasse avec une thèse intitulée « Über Einheitengruppe und Klassenzahl reeller algebraischer Zahlkörper » (Sur le groupe d'unité et le nombre de classe des corps de nombres algébriques réels). En tant que post-doctorant, il est de 1956 à 1958 à l'Institute for Advanced Study. En 1959, il obtient son habilitation à l'université d'Erlangen et est ensuite à l'université de Tübingen. À partir de 1964, il est « ordentlicher Professor » professeur titulaire à l'université de Karlsruhe, où il est également directeur de l'Institut de mathématiques.

## Travaux
Leopoldt et Tomio Kubota introduisent et étudient les fonctions L p-adiques de séries de Dirichlet (maintenant nommées d'après eux). Ces fonctions font partie de la théorie d'Iwasawa et sont une version p-adique des fonctions L de Dirichlet. Avec Hans Julius Zassenhaus, il a travaillé également sur le calcul formel et ses applications en théorie des nombres.
Leopoldt et Peter Roquette sont éditeurs d'œuvres complètes de Hasse en trois volumes. En 1979, Leopoldt est élu membre de l'Académie des sciences de Heidelberg.